# Timuçin Bayazıt
Timuçin Bayazıt (* 26. Oktober 1972 in Adana) ist ein ehemaliger türkischer Fußballspieler und heutiger -trainer.

## Karriere

### Als Spieler
Bayazıt begann mit dem Fußballspielen bei Adana Demirspor und verbrachte hier auch seine ersten Jahre im professionellen Bereich. Im Jahr 1996 wechselte er zu Sakaryaspor und blieb hier drei Jahre. In seiner letzten Saison bei Sakaryaspor wurde er an Siirtspor ausgeliehen, wo er aber nur eine Saison lang blieb. Im darauffolgenden Jahr wechselte er zu Denizlispor, wo er fünf Jahre lang spielte (mit Ausnahme der Saison 2002/03, wo er bei Malatyaspor war). Mit über 120 Ligaspielen bestritt er hier seine meisten Meisterschaftsspiele und war mit seinen Torvorlagen ein unverzichtbarer Teil der Mannschaft, mit der er in der Süper Lig unter anderem zweimal den 5. und einmal den 6. Platz belegen konnte. 2005 wechselte Bayazıt zu Kayseri Erciyesspor. Seine letzte Station war im Jahr 2007 Kartalspor; hier beendete er auch seine aktive Fußballerkarriere.

### Als Trainer
Nur ein Jahr nach seinem Karriereende begann Bayazıt als Trainer zu arbeiten. Von 2009 bis 2011 war er als Nachwuchstrainer bei Boluspor tätig und wechselte danach in den Nachwuchsbereich von Karşıyaka SK. Zur Winterpause der Saison 2011/12 wurde er als Co-Trainer der ersten Mannschaft vorgestellt. Nach der Saison wurde der Vertrag aufgelöst, sodass Bayazıt zu Adana Demirspor wechselte.
Im Oktober 2015 übernahm er Kayseri Erciyesspor als Cheftrainer und arbeitete damit zum ersten Mal in seiner Trainerlaufbahn in dieser Funktion. Da er die notwendige Trainerlizenz nicht besaß, wurde er offiziell als Co-Trainer geführt, während sein Co-Trainer İbrahim Uzunca als offizieller Cheftrainer dem nationalen Fußballverband angegeben wurde. Im März 2016 verließ er den Verein wieder.